# UFC 263
UFC 263: Adesanya vs. Vettori 2 è stato un evento di arti marziali miste tenuto dalla Ultimate Fighting Championship il 12 giugno 2021 al Gila River Arena di Glendale, negli Stati Uniti.

## Risultati
|                                        | Divisione               |                     |                 |                         | Metodo                                        | Round           | Tempo           | Premio          |
| Card Principale                        | Card Principale         | Card Principale     | Card Principale | Card Principale         | Card Principale                               | Card Principale | Card Principale | Card Principale |
| -------------------------------------- | ----------------------- | ------------------- | --------------- | ----------------------- | --------------------------------------------- | --------------- | --------------- | --------------- |
| Sfida valida per il titolo di campione | Pesi medi               | Israel Adesanya (c) | batte           | Marvin Vettori          | Decisione unanime (50–45, 50–45, 50–45)       | 5               | 5:00            |                 |
| Sfida valida per il titolo di campione | Pesi mosca              | Brandon Moreno      | batte           | Deiveson Figueiredo (c) | Sottomissione (rear-naked choke)              | 3               | 2:26            | POTN            |
|                                        | Pesi welter             | Leon Edwards        | batte           | Nate Diaz               | Decisione unanime (49–46, 49–46, 49–46)       | 5               | 5:00            |                 |
|                                        | Pesi welter             | Belal Muhammad      | batte           | Demian Maia             | Decisione unanime (30–27, 29–28, 29–28)       | 3               | 5:00            |                 |
|                                        | Pesi mediomassimi       | Paul Craig          | batte           | Jamahal Hill            | Sottomissione tecnica (armbar)                | 1               | 1:59            | POTN            |
| Card Preliminare                       |                         |                     |                 |                         |                                               |                 |                 |                 |
|                                        | Pesi leggeri            | Brad Riddell        | batte           | Drew Dober              | Decisione unanime (29–28, 29–28, 29–28)       | 3               | 5:00            | FOTN            |
|                                        | Pesi mediomassimi       | Eryk Anders         | batte           | Darren Stewart          | Decisione unanime (29–28, 29–27, 29–27)       | 3               | 5:00            |                 |
|                                        | Pesi mosca femminili    | Lauren Murphy       | batte           | Joanne Calderwood       | Decisione non unanime (29–28, 29–27, 29–27)   | 3               | 5:00            |                 |
|                                        | Pesi piuma              | Movsar Evloev       | batte           | Hakeem Dawodu           | Decisione unanime (29–27, 29–27, 29–27)       | 3               | 5:00            |                 |
|                                        | Pesi gallo femminili    | Pannie Kianzad      | batte           | Alexis Davis            | Decisione unanime (30–27, 30–27, 29–28)       | 3               | 5:00            |                 |
|                                        | Pesi leggeri            | Terrance McKinney   | batte           | Matt Frevola            | KO (pugni)                                    | 1               | 0:07            |                 |
|                                        | Catchweight (148.5 lbs) | Steven Peterson     | batte           | Chase Hooper            | Decisione unanime (30–27, 30–27, 29–28)       | 3               | 5:00            |                 |
|                                        | Pesi leggeri            | Fares Ziam          | batte           | Luigi Vendramini        | Decisione maggioritaria (29–28, 29–28, 28–28) | 3               | 5:00            |                 |
|                                        | Pesi massimi            | Carlos Felipe       | batte           | Jake Collier            | Decisione non unanime (28–29, 29–28, 29–28)   | 3               | 5:00            |                 |

## Premi
I lottatori premiati ricevettero un bonus di 50.000 dollari.
Legenda:
- FOTN: Fight of the Night (vengono premiati entrambi gli atleti per il miglior incontro dell'evento)
- POTN: Performance of the Night (viene premiato il vincitore per la migliore performance dell'evento)